# Seymour Magoon
Seymour „Blue Jaw” Magoon (n. 1908 – d. secolul al XX-lea) a fost un asasin american din grupul Murder, Inc. din New York, unul dintre numeroasele persoane menționate în mărturia depusă de fostul gangster și informator Abe „Kid Twist” Reles.
Unul dintre primii membri ai Murder, Inc., Magoon a fost desfășurat afaceri în sindicatele pictorilor împreună cu Martin „Buggsy” Goldstein în anii 1920 și 1930. Mai târziu, acesta a depus mărturie împotriva celorlalți asasini plătiți din organizație alături de Albert „Tick Tock” Tannenbaum⁠(d) și Sholem Bernstein. În 2003, scheletul lui Magoon a fost descoperit în deșertul din apropierea orașului Las Vegas. Incidentul a inspirat episodul „Whatever Happened to Seymour Magoon?” al serialului Las Vegas⁠(d) în 2005.